# Polisot
Polisot és un municipi francès situat al departament de l'Aube i a la regió del Gran Est. L'any 2007 tenia 334 habitants.

## Demografia

### Població
El 2007 la població de fet de Polisot era de 334 persones. Hi havia 148 famílies de les quals 48 eren unipersonals (24 homes vivint sols i 24 dones vivint soles), 52 parelles sense fills, 32 parelles amb fills i 16 famílies monoparentals amb fills.
La població ha evolucionat segons el següent gràfic:
Habitants censats

### Habitatges
El 2007 hi havia 181 habitatges, 147 eren l'habitatge principal de la família, 16 eren segones residències i 18 estaven desocupats. 165 eren cases i 16 eren apartaments. Dels 147 habitatges principals, 109 estaven ocupats pels seus propietaris, 34 estaven llogats i ocupats pels llogaters i 4 estaven cedits a títol gratuït; 1 tenia una cambra, 14 en tenien dues, 19 en tenien tres, 39 en tenien quatre i 74 en tenien cinc o més. 119 habitatges disposaven pel capbaix d'una plaça de pàrquing. A 72 habitatges hi havia un automòbil i a 64 n'hi havia dos o més.

### Piràmide de població
La piràmide de població per edats i sexe el 2009 era:
| Homes | Edats   | Dones |
| ----- | ------- | ----- |
| 0     | 95 o +  | 0     |
| 0     | 90 a 94 | 8     |
| 0     | 85 a 89 | 0     |
| 0     | 80 a 84 | 8     |
| 0     | 75 a 79 | 8     |
| 0     | 70 a 74 | 4     |
| 8     | 65 a 69 | 8     |
| 16    | 60 a 64 | 16    |
| 4     | 55 a 59 | 8     |
| 8     | 50 a 54 | 12    |
| 4     | 45 a 49 | 4     |
| 12    | 40 a 44 | 16    |
| 20    | 35 a 39 | 20    |
| 0     | 30 a 34 | 4     |
| 16    | 25 a 29 | 8     |
| 4     | 20 a 24 | 4     |
| 16    | 15 a 19 | 12    |
| 12    | 10 a 14 | 12    |
| 12    | 5 a 9   | 16    |
| 12    | 0 a 4   | 0     |

## Economia
El 2007 la població en edat de treballar era de 210 persones, 170 eren actives i 40 eren inactives. De les 170 persones actives 165 estaven ocupades (89 homes i 76 dones) i 5 estaven aturades (4 homes i 1 dona). De les 40 persones inactives 20 estaven jubilades, 13 estaven estudiant i 7 estaven classificades com a «altres inactius».

### Ingressos
El 2009 a Polisot hi havia 144 unitats fiscals que integraven 336 persones, la mediana anual d'ingressos fiscals per persona era de 20.712,5 €.

### Activitats econòmiques
Dels 19 establiments que hi havia el 2007, 2 eren d'empreses alimentàries, 2 d'empreses de fabricació d'altres productes industrials, 5 d'empreses de construcció, 7 d'empreses de comerç i reparació d'automòbils, 2 d'empreses de transport i 1 d'una empresa immobiliària.
Dels 8 establiments de servei als particulars que hi havia el 2009, 2 eren tallers de reparació d'automòbils i de material agrícola, 1 paleta, 1 guixaire pintor, 2 lampisteries, 1 electricista i 1 agència immobiliària.
L'únic establiment comercial que hi havia el 2009 era una adrogueria.
L'any 2000 a Polisot hi havia 38 explotacions agrícoles que ocupaven un total de 588 hectàrees.

## Equipaments sanitaris i escolars
El 2009 hi havia 1 escola maternal i 1 escola elemental.

## Poblacions més properes
El següent diagrama mostra les poblacions més properes.